# Grenada i olympiska sommarspelen 2008
Grenada i olympiska sommarspelen 2008 bestod av 9 idrottare som blivit uttagna av Grenadas olympiska kommitté.

## Boxning
- Huvudartikel: Boxning vid olympiska sommarspelen 2008

| Rolande Moses | Weltervikt | Johnson (BAH) L 18-3 | Gick inte vidare | Gick inte vidare | Gick inte vidare | Gick inte vidare | Gick inte vidare | Gick inte vidare |

## Friidrott
- Huvudartikel: Friidrott vid olympiska sommarspelen 2008

Förkortningar
- Noteringar – Placeringarna avser endast löparens eget heat
- Q = Kvalificerad till nästa omgång
- q = Kvalificerade sig till nästa omgång som den snabbaste idrottaren eller, i fältgrenarna, via placering utan att uppnå kvalgränsen.
- NR = Nationellt rekord
- N/A = Omgången ingick inte i grenen
- Bye = Idrottaren behövde inte delta i denna omgång

Herrar
Bana och landsväg
| Idrottare         | Gren  | Heat     | Heat      | Semifinal        | Semifinal        | Final            | Final            |
| Idrottare         | Gren  | Resultat | Placering | Resultat         | Placering        | Resultat         | Placering        |
| ----------------- | ----- | -------- | --------- | ---------------- | ---------------- | ---------------- | ---------------- |
| Alleyne Francique | 400 m | 46.15    | 6         | Gick inte vidare | Gick inte vidare | Gick inte vidare | Gick inte vidare |
| Joel Phillip      | 400 m | 46.30    | 6         | Gick inte vidare | Gick inte vidare | Gick inte vidare | Gick inte vidare |

Fältgrenar
| Idrottare   | Gren    | Kval    | Kval      | Final            | Final            |
| Idrottare   | Gren    | Distans | Placering | Distans          | Placering        |
| ----------- | ------- | ------- | --------- | ---------------- | ---------------- |
| Randy Lewis | Tresteg | 17.06   | 15        | Gick inte vidare | Gick inte vidare |

Damer
Bana & landsväg
| Idrottare             | Gren  | Heat       | Heat      | Kvartsfinal      | Kvartsfinal      | Semifinal        | Semifinal        | Final            | Final            |
| Idrottare             | Gren  | Resultat   | Placering | Resultat         | Placering        | Resultat         | Placering        | Resultat         | Placering        |
| --------------------- | ----- | ---------- | --------- | ---------------- | ---------------- | ---------------- | ---------------- | ---------------- | ---------------- |
| Trish Bartholomew     | 400 m | 52.88      | 5         | i.u.             | i.u.             | Gick inte vidare | Gick inte vidare | Gick inte vidare | Gick inte vidare |
| Neisha Bernard-Thomas | 800 m | 2:00.09 NR | 5 q       | i.u.             | i.u.             | 2:01.84          | 7                | Gick inte vidare | Gick inte vidare |
| Sherry Fletcher       | 100 m | 11.65      | 5         | Gick inte vidare | Gick inte vidare | Gick inte vidare | Gick inte vidare | Gick inte vidare | Gick inte vidare |
| Allison George        | 200 m | 23.45      | 6 q       | 23.77            | 8                | Gick inte vidare | Gick inte vidare | Gick inte vidare | Gick inte vidare |

Fältgrenar
| Idrottare          | Gren      | Kval  | Kval      | Final            | Final            |
| Idrottare          | Gren      | Längd | Placering | Längd            | Placering        |
| ------------------ | --------- | ----- | --------- | ---------------- | ---------------- |
| Patricia Sylvester | Längdhopp | 6.44  | 21        | Gick inte vidare | Gick inte vidare |